# 國恥演說
国耻演说（英語：Day of infamy speech）是由美国第三十二任总统富兰克林·罗斯福于1941年12月8日，即珍珠港事件的后一天，向美國國會聯席會議所发表的演说。此演说得名于它的第一段：“昨天，1941年12月7日──它將永遠成為國恥日──美利堅合眾國遭到了日本帝國海空軍預謀的突然襲擊。”罗斯福将前一天的珍珠港事件描述为“一个耻辱的日子”，並在演說結尾向日本帝國宣戰：“美國同日本帝國之間已處於戰爭狀態”。此演说也普遍被称为“珍珠港演说”。

## 影響
在珍珠港事件後，因為2,300多名美國軍人喪生，美軍艦隊與軍機損害慘重，引起美國民眾的義憤填膺，美国国会在演讲1个小时之後以壓倒性的票數通过了一份正式向日本帝国宣战的声明，與日本作戰也代表美利坚合众国成為第二次世界大战的重要參戰國，此演讲是最为出名的美国政治演说之一。